# 儒芳
儒芳(1848年—?)，字蘭階，号心芝，又号馨之，李佳氏，滿洲鑲白旗人，清朝政治人物、同進士出身。
光緒元年乙亥举人，六年（1880年），参加庚辰科殿試，登進士三甲第178名。同年五月，著交吏部掣签，分发各省以知县即用。